# Sally Can't Dance
Sally Can't Dance è il quarto album solista di Lou Reed, nonché l'album più venduto in assoluto nella sua carriera. Venne pubblicato nel 1974 dalla RCA Records.

## Descrizione
In seguito rinnegato dallo stesso autore, che dichiarò di essersi limitato a seguire i consigli del produttore Steve Katz, all'epoca il disco fu pubblicato per permettere ad altri album sia di Reed (come Metal Machine Music) che dei Velvet (Live at Max's Kansas City) di vedere la luce.
Inoltre il disco è anche il primo album solista di Reed a non contenere nessuna canzone originariamente registrata con i Velvet Underground, e il primo disco ad essere registrato negli Stati Uniti (i precedenti tre album solisti di Reed erano stati tutti registrati in Inghilterra).
Si dice che, durante l'incisione di questo album, Lou Reed facesse così tanto uso di droghe e anfetamine da essere semplicemente una specie di zombi e che avesse partecipato pochissimo alle sedute di registrazione, limitandosi a cantare quando gli veniva messo il microfono davanti.

### Brani
A parte la canzone che dà il titolo al disco, Sally Can't Dance include NY Stars (in cui Reed prende in giro i suoi "imitatori" che cercavano di impressionarlo copiando il suo stile), la canzone più celebre del disco: Kill Your Sons (vibrante ricordo dei tempi passati da Lou negli ospedali psichiatrici dietro insistenza dei suoi genitori, durante l'adolescenza), e Billy la storia di un ex-compagno di classe di Lou partito per il Vietnam. L'ultima traccia riunisce Reed e il vecchio compagno dei Velvet Underground Doug Yule, che suona il basso nel pezzo. La band del tour promozionale per l'album comprendeva Danny Weis, chitarra;  Micheal Fonfara, tastiere; Prakash John, basso, batteria. Mouse Johnson suonò la batteria nella sezione australiana del tour e in quella negli USA.
Anche se il disco ebbe molto successo ed elevò definitivamente Lou Reed al rango di superstar del rock, il musicista si lamentò sempre della produzione dell'album che riteneva non adeguata e scialba (anche perché durante le sedute di registrazione Lou ebbe un ruolo molto passivo e poco partecipe dato l'alto consumo di droga del periodo
) e della riuscita delle canzoni. Inoltre dichiarò più volte che lo riteneva troppo commerciale e poco ispirato. Per la precisione, Reed si espresse in maniera molto negativa circa l'opera: «Per Sally Can't Dance non ho fatto che dormire, ho inciso la voce in una sola seduta, venti minuti, e poi addio. Loro mi davano un suggerimento e io rispondevo: Oh, va bene. Non so scrivere canzoni da ballare. Sono venute malissimo, ma stavo cantando la peggior merda del mondo».
La casa discografica, la RCA Records, insistette per un rapido seguito all'album, dato il momento di fama di Reed che sembrava al culmine del successo. Stanco delle pressioni ricevute, e forte del contratto che obbligava la RCA a pubblicare qualsiasi disco il musicista avesse prodotto, Reed se ne uscì con Metal Machine Music - un'ora abbondante di feedback e rumori assordanti, dal potenziale commerciale assolutamente nullo.

## Critica
| Recensione               | Giudizio |
| ------------------------ | -------- |
| AllMusic                 | [ 4 ]    |
| Chicago Tribune          | [ 5 ]    |
| Christgau's Record Guide | B+       |
| Tom Hull                 | C+       |
| Piero Scaruffi           | 5/10     |

Quando uscì il disco, nell'agosto del 1974, sulla stampa se ne parlò parecchio. Molti furono i giudizi contrastanti, Robert Christgau su The Voice scrisse che Lou stava truffando i propri fan. Richard Robinson invece recensì favorevolmente l'album, affermando che la produzione di Steve Katz era "ammirevole", ma affermò anche che la voce di Lou era tremendamente inespressiva. Ma il giudizio più caustico di tutti fu ancora dello stesso Lou Reed che demolì il proprio disco senza pietà dicendo: «È fantastico, più faccio schifo, più il disco vende. Se la prossima volta non compaio nemmeno nel disco, probabilmente arrivo al primo posto in classifica». E ancora: «Odio quel disco. Sally Can't Dance è noioso. Ti immagini cosa voglia dire aver fatto uscire quella roba a mio nome? Tingermi i capelli di biondo e tutte quelle stronzate? L'hanno voluto loro e io li ho accontentati. Sally Can't Dance è entrato nella Top Ten senza nemmeno un singolo degno di questo nome, e io mi sono detto: Oddio che merdata... Io amo i vecchi dischi dei Velvet. Non mi piacciono i dischi di Lou Reed».

## Tracce
1. Ride Sally Ride – 4:05
2. Animal Language – 3:05
3. Baby Face – 5:05
4. N.Y. Stars – 4:01
5. Kill Your Sons – 3:40
6. Ennui – 3:43
7. Sally Can't Dance – 4:12
8. Billy – 5:10

### Bonus Tracks nell'edizione rimasterizzata
- Good Taste (previously unreleased) - 3:30
- Sally Can't Dance (Single version) - 2:54

## Formazione[11]
- Lou Reed – voce, chitarra acustica in Billy
- Danny Weis – chitarra, tamburello, cori, arrangiamento fiati
- Paul Fleisher – sassofono in Billy
- David Taylor, Lou Marini, Trevor Koehler, Jon Faddis, Alan Rubin, Alex Foster, Lew Soloff – fiati
- Steve Katz – armonica a bocca, arrangiamento fiati
- Michael Fonfara – pianoforte, tastiere, Mellotron in Ennui
- Prakash John – basso, cori
- Doug Yule – basso in Billy
- Ritchie Dharma – batteria in Kill Your Sons ed Ennui
- Pentti "Whitey" Glan – batteria
- Doug Bartenfeld – chitarra
- Michael Wendroff – cori
- Joanne Vent – cori
- Lew Soloff e Martin Sheller - arrangiamento fiati